# Городецкое сельское поселение (Брянская область)
Городецкое сельское поселение — муниципальное образование в центральной части Трубчевского района Брянской области. Единственный населённый пункт — деревня Городцы.
Образовано в результате проведения муниципальной реформы в 2005 году, путём преобразования дореформенного Городецкого сельсовета.

## Население
| 2010  | 2011  | 2012  | 2013  | 2014  | 2015  | 2016  | 2017  | 2018  |
| ----- | ----- | ----- | ----- | ----- | ----- | ----- | ----- | ----- |
| 2696  | ↗2698 | ↗2717 | ↘2697 | →2697 | ↘2654 | ↘2636 | ↗2637 | ↘2587 |
| 2019  | 2020  | 2021  |       |       |       |       |       |       |
| ↘2549 | ↘2513 | ↗2538 |       |       |       |       |       |       |